# Osaka-jo Hall

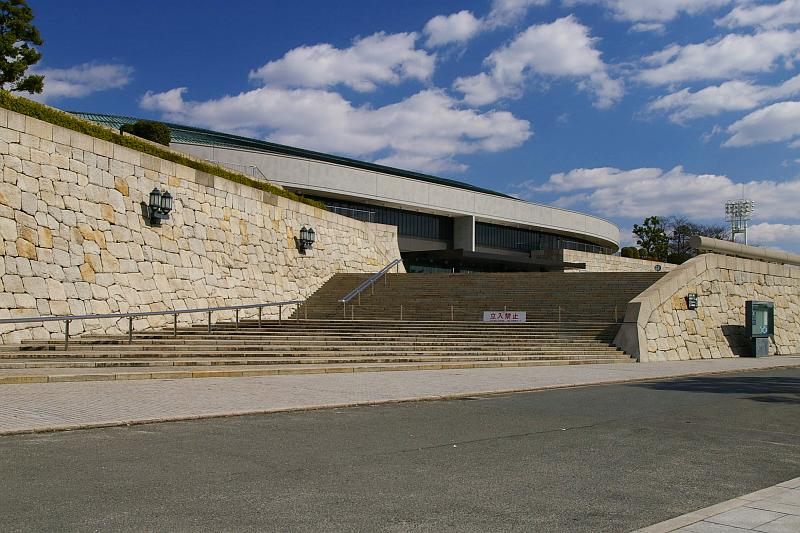
A csarnok bejárata

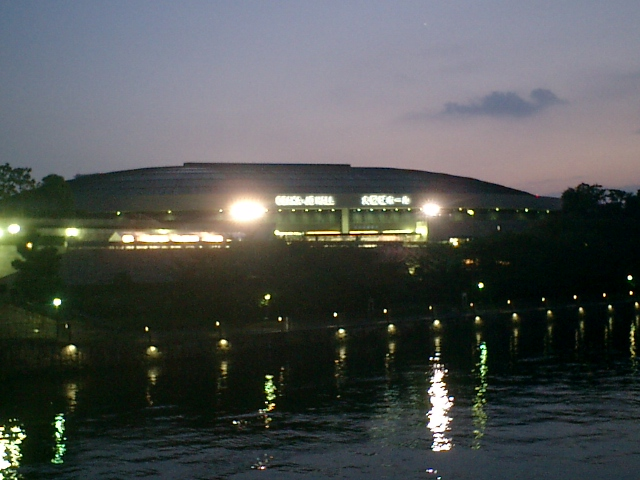
Éjszakai kivilágításban északkeletről nézve, 2005 augusztusában

Az Osaka-jo Hall (大阪城ホール; Hepburn: Ōsaka-jō Hōru) vagy más néven Osaka Castle Hall többfunkciós fedett aréna Japánban, Oszaka nagyváros Kjóbasi körzetében. A 16 000 férőhelyes csarnokot 1983 októberében nyitották meg.  36 351 négyzetméteres építési területen húzták fel, egy része az oszakai várkastély kőfalait mintázza. 1984-ben elnyerte az Oszakai Tájképépítészek Díjának különdíját.

## A csarnok jellemzői
A csarnok rövid sétára található az oszakai üzleti park pályaudvartól és az oszakai metró Nagahori Curumi-rjokucsi vonalától vagy a JR Oszakadzsó-kóen pályaudvarától (Oszaka hurokvonal). Az épület az oszakai kastélyparkban, az oszakai várkastélyhoz közel helyezkedik el, két kisebb koncertteremmel szemben, a folyó túlpartján.
Néhány sporteseménynek is helyet szokott adni (mint például a cselgáncs bajnokságoknak), de elsősorban a zenei koncertjei miatt népszerű: számos japán és külföldi pop és rock előadó fordult már meg benne.
Minden évben  10 000 ember megy el a csarnokba, hogy meghallgathassa Ludwig van Beethoven 9. szimfóniáját.